# Njoskijärvi
Njoskijärvi är en sjö i Kiruna kommun i Lappland och ingår i Torneälvens huvudavrinningsområde. Sjön har en area på 0,204 kvadratkilometer och ligger 469,3 meter över havet.

## Delavrinningsområde
Njoskijärvi ingår i det delavrinningsområde (757577-177454) som SMHI kallar för Utloppet av Pitsijärvi. Medelhöjden är 443 meter över havet och ytan är 14,76 kvadratkilometer. Räknas de 4 avrinningsområdena uppströms in blir den ackumulerade arean 41,61 kvadratkilometer. Pitsijoki som avvattnar avrinningsområdet har biflödesordning 4, vilket innebär att vattnet flödar genom totalt 4 vattendrag innan det når havet efter 372 kilometer. Avrinningsområdet består mestadels av skog (46 procent) och sankmarker (46 procent). Avrinningsområdet har 1,21 kvadratkilometer vattenytor vilket ger det en sjöprocent på 8,2 procent.